# Saint-Frajou
Saint-Frajou è un comune francese di 194 abitanti situato nel dipartimento dell'Alta Garonna nella regione dell'Occitania.

## Società

### Evoluzione demografica
Abitanti censiti